# 近江八景
近江八景（おうみはっけい）は、日本の近江国（現・滋賀県）にみられる優れた風景から「八景」の様式に則って8つを選んだ風景評価（作品の場合は題目）の一つである。 
- 石山秋月 ［いしやま の しゅうげつ］ ＝ 石山寺（大津市）
- 勢多（瀬田）夕照 ［せた の せきしょう］ ＝ 瀬田の唐橋（大津市）
- 粟津晴嵐 ［あわづ の せいらん］ ＝ 粟津の戦い粟津原（大津市）
- 矢橋帰帆 ［やばせ の きはん］ ＝ 矢橋（草津市）
- 三井晩鐘 ［みい の ばんしょう］ ＝ 三井寺（園城寺）（大津市）
- 唐崎夜雨 ［からさき の やう］ ＝ 唐崎神社（大津市）
- 堅田落雁 ［かたた の らくがん］ ＝ 浮御堂（大津市）
- 比良暮雪 ［ひら の ぼせつ］ ＝ 比良山系（大津市）

の8つのこと。
※現在では「石山 の 秋月」などと表しもするが、旧来「の」は記さずに読む。
中国湖南省の洞庭湖および湘江から支流の瀟水にかけてみられる典型的な水の情景を集めて描いた「瀟湘八景図」（北宋時代成立）になぞらえて、琵琶湖の南部から8箇所の名所を選んだものである。八景としては日本で最も初期に選定されたと言われる。後の日本各地の八景にも影響を及ぼした可能性が高い、とされる。

## 由来
『江陽日記』の伝える明応9年（1500年）8月13日に、佐々木高頼の招請によって近衛政家、尚通父子が近江に滞在していた。その際近衛政家が八景歌を詠まれたのがはじまりとされているが、現在では、近衛家17代当主、三藐院信尹（1565年～1614年）が、慶長年間頃に中国瀟湘八景にならい、琵琶湖周辺の景勝の地を撰んで近江八景を発案したとする説が有力である。
また、江戸後期の歌人・伴蒿蹊は、慶長期の関白・近衛信尹自筆の近江八景和歌巻子を知人のもとで観覧し、その奥書に、現行の近江八景と同様の名所と情景の取り合わせに至る八景成立の経緯が紹介されている。よって現在ではこの記事に基づき、現行の近江八景の成立は近衛信尹によるものとする見方が有力となっている（奥書の原本は未確認である）。
実際、政家によって近江八景が成立したとなると、室町時代に制作された近江八景図の遺例が存在してもよいのであるが、そのような作例は確認されていない。

## 八景を取り入れた作品

### 絵画
江戸後期の浮世絵師・歌川広重によって描かれた錦絵による名所絵（浮世絵風景画）揃物『近江八景』は、彼の代表作の一つであり、かつ、近江八景の代表作である。名所絵揃物の大作である『保永堂版 東海道五十三次』が成功を収めた後を受けて、天保5年（1834年）頃、版元・保永堂によって刊行された。全8図。
近年では、結婚を機に京都市から大津市へ移住し、その後35歳で夭折した画家三橋節子が三井寺ゆかりの絵画を制作している。代表作「三井の晩鐘」は、三橋節子美術館に展示されている。
|  |  |  |  |

|  |  |  |  |

### 文学
近江八景の地名を全て含んだ狂歌として、江戸後期の文人・大田南畝が詠んだと伝わる以下の狂歌が知られている。
乗せたから さきはあわずか たゝの駕籠 ひら石山や はせらしてみゐ
→のせた（瀬田）から さき（唐崎）はあわず（粟津：あはづ）か たた（堅田）のかご ひら（比良）いしやま（石山）や はせ（矢橋）らしてみゐ（三井）
この歌は、大田南畝が京へ上ろうと瀬田の唐橋に来た時、「近江八景の題目8つの全てを31文字の歌の中に入れて詠んだら駕籠代をただにしてやる」と駕籠屋に問われ、歌ってみせたものとされている。この逸話は講談によって広まり、落語『近江八景』の枕となる小噺の中でも紹介される場合がある。
また、松尾芭蕉が紀行文「奥の細道」の作成のため、敦賀に立ち寄った際詠んだ句である『国々の八景更に気比の月』の「国々の八景」は「近江百景」だとされている。なお、福井県敦賀市の気比神宮の境内には、この句を含む『月清し遊行のもてる砂の上』『ふるき名の角鹿や恋し秋の月』『月いつく鐘は沈る海の底』『名月や北国日和定なき』の５句が刻まれた、「芭蕉翁月五句」の句碑がある。

### 唱歌
明治33年（1900年）に大和田建樹が作詞した『鉄道唱歌』第1集東海道編では、建樹が強い関心を持っていたためか、近江八景をわざわざ歌詞を割いてまですべて歌いこんでいる。
なお、歌詞に歌いこまれた地域には、発表後しばらく経った大正時代に江若鉄道線、その後の昭和49年（1974年）に湖西線が開通している。
- 39. いよいよ近く馴れくるは 近江の海の波のいろ その八景も居ながらに 見てゆく旅の楽しさよ
- 40. 瀬田の長橋横に見て ゆけば石山観世音 紫式部が筆のあと のこすはここよ月の夜に
- 41. 粟津の松にこととえば 答えがおなる風の声 朝日将軍義仲の ほろびし深田は何（いず）かたぞ
- 42. 比良の高嶺は雪ならで 花なす雲にかくれたり 矢走（やばせ）にいそぐ舟の帆も みえてにぎわう波の上
- 43. 堅田におつる雁がねの たえまに響く三井の鐘 夕くれさむき唐崎の 松には雨のかかるらん

### その他
- 近江八景を採り入れた庭園
  - 玄宮園 - 旧・彦根藩の庭園。現・滋賀県彦根市。
  - 中津万象園 - 旧・丸亀藩の庭園。現・香川県丸亀市。
- 近江八景 (落語) - 古典落語の題目の一つ。安永10年（1781年）に成立。
- 欄間 - 大阪欄間をはじめモチーフとして人気がある。
- 落雁 - 和菓子。「堅田落雁」にちなむ説がある。
- 藤娘 - クドキに八景がよみこまれている

## ギャラリー
- 日本名勝旧蹟産業写真集 近畿地方之部（西田繁造編集、1918年発行）より

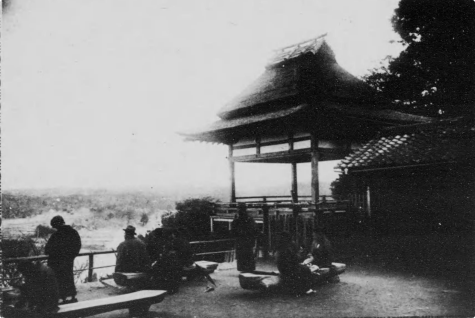
石山寺
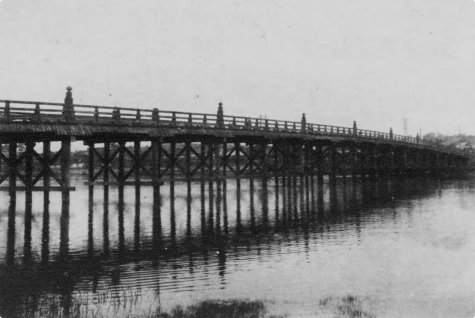
瀬田の唐橋
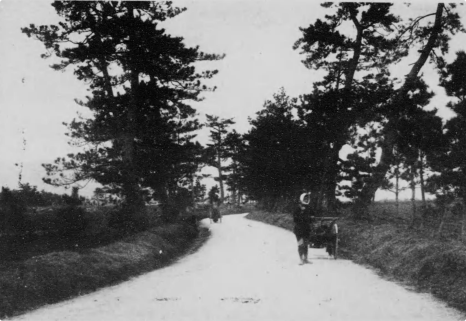
粟津ヶ原
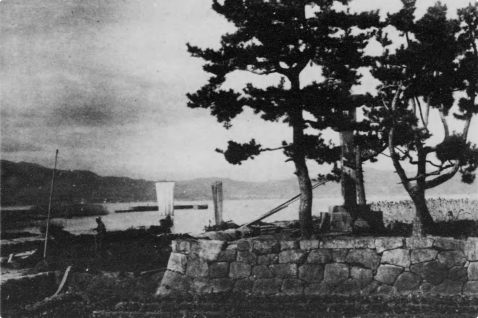
矢橋ヶ浦
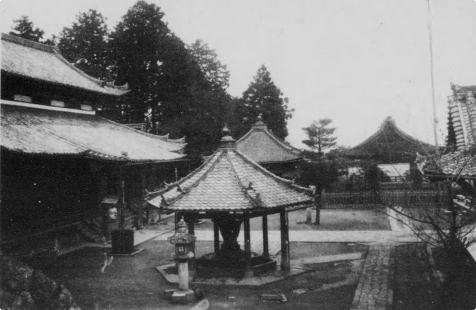
三井寺
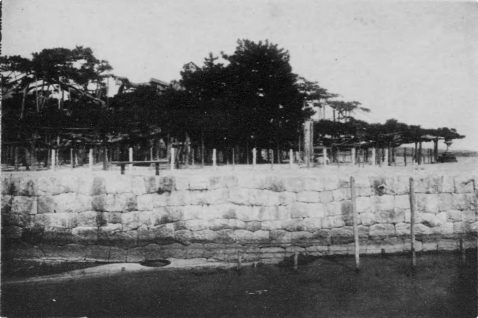
唐崎の松
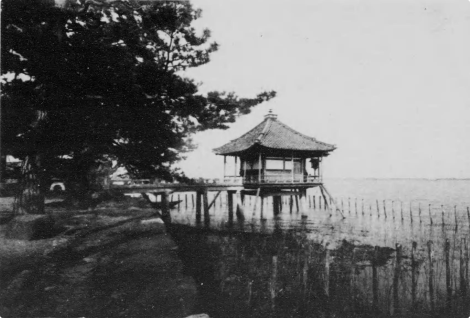
堅田の浮御堂
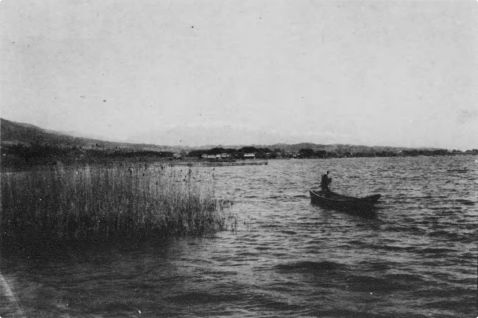
比良岳

## 八景の現在
- 粟津の晴嵐 - 昭和初期には500本の松が残っていたが、その後の地域開発などにより3本が残っているだけになっている[8][9][10]。大津市では枯れた時点で伐採し新たな植樹などは行わないと述べている。一方、晴嵐の名は地名や小学校名などとして使用されている。
- 矢橋の帰帆 - 往時に船が行きかった水域は1970年代から開始された琵琶湖総合開発事業にともない埋め立てられ、下水処理場や公園が整備された。埋立地の名称「矢橋帰帆島」に名残をとどめている。

## その他
- 近江八景を描いた屏風絵、「近江八景図」が吉村孝敬によって作られた（寛政11年（1799年）作）。同作は右隻と左隻に近江八景を4ヵ所ずつ描いたものであり、野洲市歴史民俗博物館が所蔵している[11]。
- 歴史的な近江八景があまりに滋賀県南部に偏っているので、1949年に滋賀県は琵琶湖（滋賀県）全体に広がった「琵琶湖八景」が制定した。[12]